# ベイランダー (IX-514)
ベイランダー（Baylander, IX-514）、旧YFU-79は、アメリカ海軍で運用されていたヘリコプター着陸練習船（Helicopter Landing Trainer, HLT）である。「世界最小の空母」（the world's smallest aircraft carrier）などと称されることもある。もともとはベトナム戦争中に河川を通じた兵站を担うべく建造された港内雑役船であった。アメリカ海軍のほか、陸軍、空軍、海兵隊、沿岸警備隊、州兵によって、ヘリコプターの着陸訓練のために使われた。

## 歴史

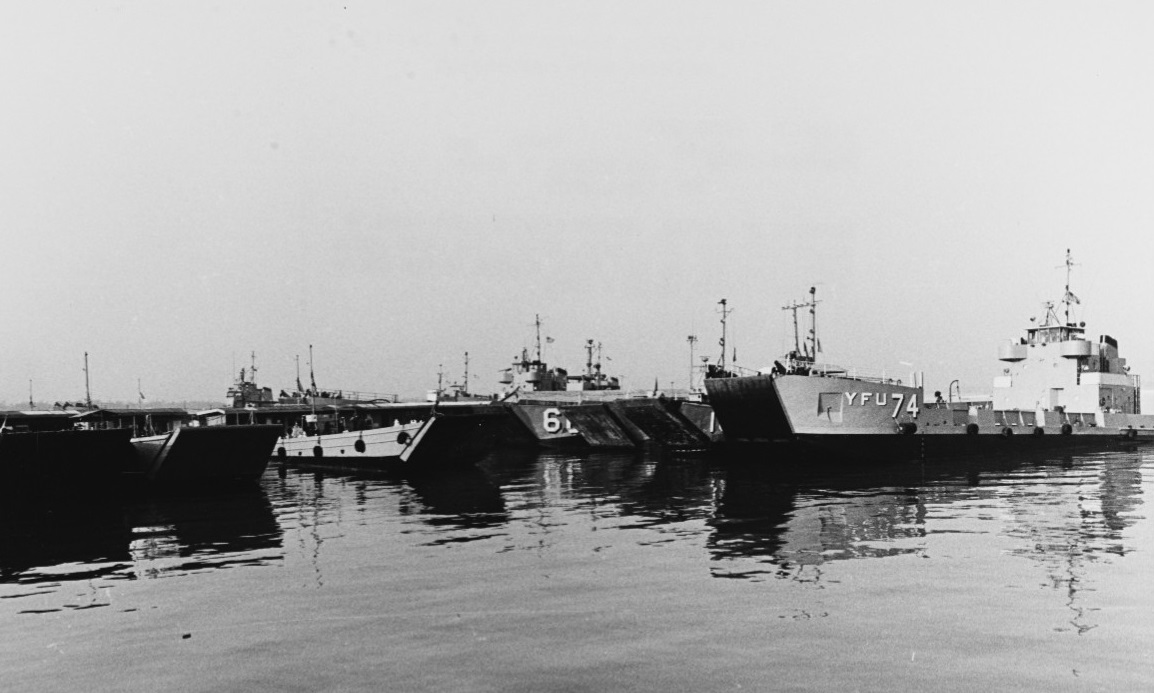
同型艦のYFU-74（1969年）

1965年10月、道路や鉄道が十分に整備されていない南ベトナムの第1軍団戦術区での兵站を海軍が担当することとなり、ダナン海軍支援隊（NSA Danang）が設置された。支援隊では多数の小型輸送舟艇を運用し、河川を通じて各部隊への物資輸送を行った。やがて輸送能力の増強が求められるようになると、海軍では早急な調達のために民生の既製品を採用することとした。こうしてかねてよりアラスカでのパイプライン建設支援などのために使われていたパシフィック・コースト・エンジニアリング（PACECO）社製のスキラック型（Skilak）として知られる輸送艇がYFU-71級ライターとして11隻調達されることとなった。
1968年、ベイランダーは海軍の港内雑役船（Harbor Utility Craft, YFU）たるYFU-79として就役。1970年代中頃、陸軍では第1軍団戦術区における兵站任務と共に何隻かの雑役船を海軍から引き継ぎ、そのうちの1隻となったYFU-79は第329重舟艇中隊（329th Heavy Boat Company）に配属された。正式な移管の直前には、半数ほどの乗員を陸軍将兵に入れ替え、また船長に陸軍将校を迎えての輸送任務が訓練を兼ねて行われた。

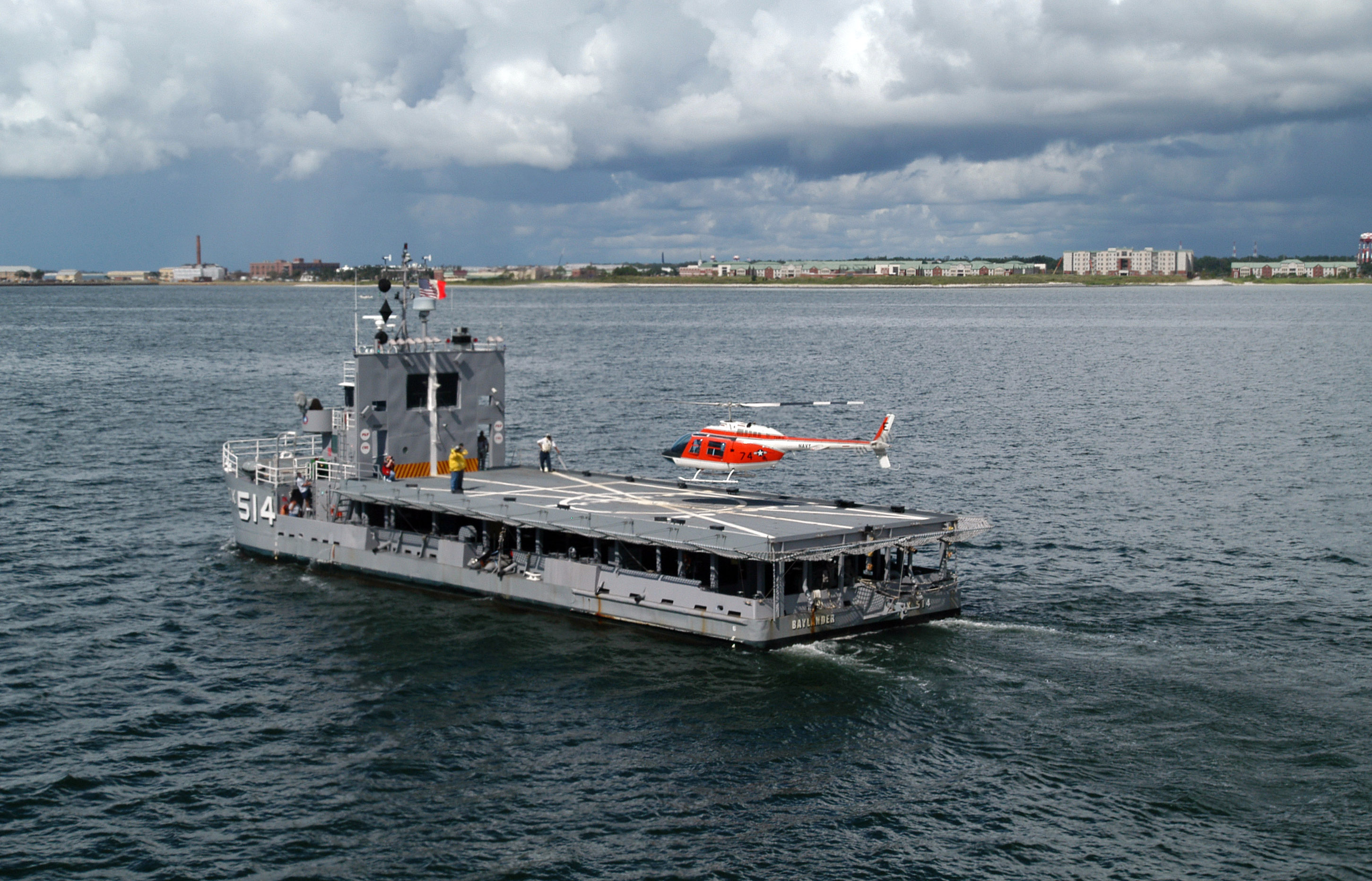
ベイランダーのヘリ甲板（2006年）

戦後、YFU-79はグアムへと移った。1980年代半ばに海軍に返還された後、アラバマ州モービルのベンダー造船所（Bender Shipbuilding）にてヘリコプター着陸練習船に改装され、1986年3月31日からフロリダ州ペンサコーラ海軍航空基地にて運用が始まった。オリバー・ハザード・ペリー級ミサイルフリゲートと同等のヘリ甲板を備え、現実的な環境での訓練を実施することが可能な上、乗員も少なく運用コストの低いベイランダーは、ヘリコプター着陸練習船としては非常に費用対効果に優れていた。これ以前には練習空母として改装された空母レキシントンが用いられていた。
2006年8月までに、100,000機のヘリコプターが無事故での着艦をベイランダーにて成功させ、さらに退役までにこの記録は120,000機となった。

### 退役後

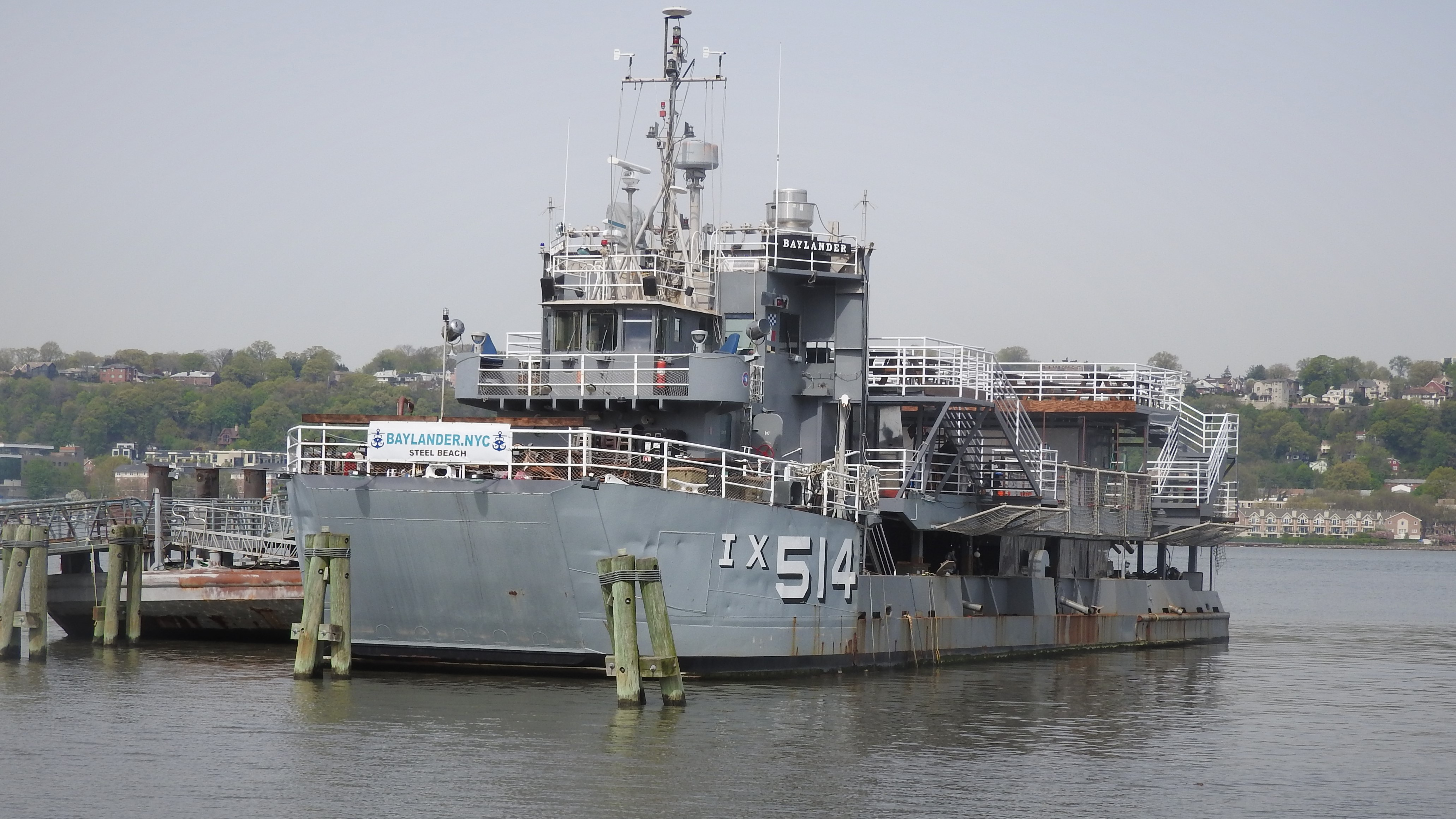
「ベイランダー・スティールビーチ」への改装後の様子（2021年）。飛行甲板の上にフロアが増設され、客席が置かれている。

2011年、退役して米海軍艦籍簿からその名が削除された後、ベイランダーは解体されず個人に売却された。2014年、ニューヨーク市ブルックリンブリッジパークのマリーナに移動して博物館船となる。2016年中頃、ハドソン川のウェストハーレムピアースに移動。2020年7月から、ベイランダーはレストランおよびバーとして改装され、ベイランダー・スティールビーチ（The Baylander Steel Beach）として営業されている。